# Zanthoxylum yuanjiangense
Zanthoxylum yuanjiangense är en vinruteväxtart som beskrevs av Cheng Chiu Huang. Zanthoxylum yuanjiangense ingår i släktet Zanthoxylum och familjen vinruteväxter. Inga underarter finns listade i Catalogue of Life.